# 708 a.C.
Il 708 a.C. (DCCVIII a.C. in numeri romani) è un anno  dell'VIII secolo a.C.

## Eventi
- La città di Samosata viene incorporata nell'Impero Assiro